# صموئيل جونسون (فيلسوف)
كان صموئيل جونسون (14 أكتوبر 1696 – 6 يناير 1772) رجل دين ومعلم وعالم لغويات وموسوعي ومؤرخ وفيلسوف في المستعمرات الأمريكية. كان أحد أكبر المناصرين للأنجليكانية وفلسفات ويليام وولاستون وجورج باركلي في المستعمرات، أسس كلية الملك الأنجليكانية (أُعيد تسميتها بجامعة كولومبيا بعد الحرب الثورية الأمريكية) وكان أول رئيس لها، وهو شخصية بارزة في فترة التنوير الأمريكي.

## سيرته
بدأ جونسون بالتدريس في مدرسة القواعد في غيلفورد عام 1713، حتى في أثناء وجوده بصفته طالبَا في جامعة ييل. استمر في تدريس الأولاد والبالغين طيلة حياته، إذ أمضى ما يقارب 60 سنة معلمًا.

### اكتشاف التنوير
في عام 1714، بدأ بكتابة عمل قصير تحت عنوان موجز في الفلسفة الطبيعية ملخِّصًا ما عرفه الفكر البروتستانتي حول الفلسفة الطبيعية. ترك هذه المحاولة غير مكتملة، وبدلًا عن ذلك بدأ بالعمل على أطروحته للماجستير عبر كتابة «موسوعة كل المعارف» باللغة اللاتينية، تحت عنوان موسوعة التكنولوجيا والفن، دليل للفلسفة؛ مجموعة كتب الفن. كانت بحثًا منهجيًا لكل المعارف المتاحة لجونسون بناءً على أساليب الإصلاح البروتستانتي التابعة لعالِم المنطق بطرس (بتروس) راموس. أسفر عمله هذا حول البحث المنطقي للفكر البروتستانتي في نيو إنجلاند في النهاية عن 1271 أطروحة مرتبة بشكل هرمي. دعاها نورمان فيرينغ «أفضل مثال أميركي باقٍ لتطبيق الأسلوب الرامستي لمجموعة المعارف البشرية».
توقف عمله على الموسوعة حين أُرسل 800 كتاب، كهبة جمعها وكيل الاستعمار جيريميا دامر إلى ييل في أواخر عام 1714. اكتشف جونسون كتاب فرانسيس بيكون النهوض بالمعرفة، وأعمال جون لوك وآيزاك نيوتن ومؤلفين آخرين من عصر التنوير غير معروفين لمعلمي وخريجي ييل البروتستانتية وهارفرد. كتب جونسون في سيرته الذاتية، «كان كل ذلك مثل طوفان بالنسبة لحالته الذهنية المتدنية»، وأنه «وجد نفسه فجأةً منبثقًا خارج بريق الشفق إلى الإشراق الكامل ليوم غير محدود». رغم إكماله لأطروحته الرامستية اللاتينية، يعتبر ما تعلمه في ييل ما هو إلا «شبكة من المعارف المدرسية الهشة الخاصة ببضعة أنظمة ألمانية وإنجليزية يجري بالكاد تداولها اليوم في الشارع».
استخدم ما تعلمه في السنتين التاليتين لكتابة موسوعة الفلسفة المنقحة (1716) باللغة الإنكليزية. كان في مقدمتها قائمة هرمية أو مخطط لعالَم الفكر يُجمل حصيلة كل المعارف. هو الأول من سلسلة من القوائم التي ترتب «حصيلة المعارف» إلى قوائم أكثر تعقيدًا تُستخدم لتصنيف المعارف في المكتبات ولتحديد المنهاج الدراسي في المدارس. لو أنه نشرَ هذا العمل، لكان قد سبق أول موسوعة شاملة في اللغة الإنجليزية، دائرة معارف، أو قاموس شامل للفنون والعلوم (عام 1728) لإفرايم شامبر، باثنا عشر عامًا.

### انقسام ييل والارتداد الكبير
في عام 1716، عُيّن جونسون الوصي الأعلى في ييل. تأسست ييل عام 1701، وكانت تقع على رقعة صغيرة من الأرض في سايبروك في ولاية كونيتيكت. بحلول عام 1716، اعتُبر موقع سايبروك صغيرًا جدًا على تولي احتياجات الكلية المتنامية. اقترح حاكم كونيتيكت غوردن سالتونستول وسبعة من أمناء ييل نقل الجامعة إلى نيو هافن، كونيتيكت. عارضهم ثلاثة أمناء آخرين، قسم اثنان منهم الكلية وافتتحا فرعًا منشقًا في ويذرسفيلد، كونيتيكت، آخذين معهم نصف الطلاب ووصي ييل الثاني.
على مدى أكثر من سنتين كان المعلم جونسون الوكيل الحصري لكلية ييل والمسؤول الميداني الوحيد في الكلية في نيو هافن. دون الرجوع إلى أحد، أخذ الفرصة لإدخال أفكار التنوير إلى ييل.
حين ترك صديق جونسون المقرب دانييل براون منصبه (عميد مدرسة هوبكنز للقواعد) وعُين رسميًا وصيًا ثانيًا عام 1718، وجد جونسون الوقت لتشكيل أول فهرس للكتب لمكتبة ييل الموسعة ولكتابة -بين عام 1717 وعام 1719- تعقيبات تاريخية حول المدرسة الجامعية، التاريخ الأول لييل. كان أول بيان لجونسون منشورًا طُبع من أجل حفل التخرج لعام 1718 في ييل، وقد تضمن أطروحة تخرج باللغة اللاتينية. تبين أن جونسون علّم لوك ونيوتن وكوبرنيكان الفلك والطب الحديث وعلم الأحياء، والجبر لأول مرة في كلية أمريكية.
كانت السنة التالية سنة اضطراب. في نوفمبر عام 1718، أجبر الحاكم سالتونستول طلاب ويذرسفيلد المنشقين، من ضمنهم الشاب جوناثان إدواردز، بالقدوم إلى نيوهافن. كان طلاب ويذرسفيلد فظين ومتمردين. حاول جونسون تعليمهم منهاجه التنويري، واشتكى الطلاب المنشقون من أنه كان أستاذًا ضعيفًا. عادوا إلى ويذرسفيلد في شهر يناير عام 1719. بعد ربيع عام 1719  ثبّتت الانتخابات سالتونستول حاكمًا، واستسلم الأمناء والطلاب المنشقون وعادوا إلى نيوهافن. لكن، وفقًا للمؤرخ جوزف إليس، أعاق «وجود جونسون عملية التوحيد» لذا «ضُحي به من أجل وحدة الكلية» وخسر وظيفته بصفته وصيًا. دون عمل، أعد منهاج دراسي جديد لييل الذي كان يديرها في ذلك الوقت صديقه العميد تيموثي كاتلر والوصي دانييل براون، ودرس الدين والفلسفة، وكتب كتابًا حول المنطق (1720)، ويُحتمل أنه استُخدم وسيلة إيضاح للمحاضرات في ييل، لكنه لم يُنشر خلال حياته.
في عام 1720، أصبح جونسون قسًا أبرشانيًا (أبرشيًا) لكنيسةٍ في ويست هافن، كونيتيكت. رغم أنه «تلقى عروضًا أفضل بكثير»، أخذ المنصب من أجل «أن يكون قريبًا من الجامعة والمكتبة». هناك، شكّل هو وعميد ييل تيموثي كاتلر، ووصي ييل دانييل براون وستة قساوسة آخرين من كونيتيكت، من ضمنهم القس جاريد إليوت من كلينتون، وصديق جونسون القس جيمس ويتمور من نورث هافن، مجموعة لدراسة الشرائع الأنجليكانية و«تعاليم الكنيسة الأولى وحقائقها». قادتهم قراءاتهم ومناقشاتهم إلى التشكيك بصحة رسامتهم، وتحول أعضاء المجموعة من اعتناق النظام المشيخي للكهنوت إلى النظام الأسقفي في عام 1722. في احتفالية التخرج في ييل يوم 13 سبتمبر عام 1722، أعلنت المجموعة ذات الأعضاء التسعة -في حدث شعبي وكبير سمّاه المؤرخ الديني الأمريكي سيدني آلستروم «الارتداد العظيم»- عن اتّباعها نظام الحكم الأسقفي. بعد ضغط كبير من الحاكم وعائلاتهم وأصدقائهم، تراجع خمسة منهم، لكن رفض جونسون وكاتلر وبراون وويتمور تغيير قرارهم، وطُردوا من مناصبهم في ييل ومن مكانتهم كقساوسة أبرشانيين.
غادر جونسون جنبًا إلى جنب مع الآخرين المستعمرة من أجل البحث عن الرسامة في كنيسة إنجلترا. كواحد من «المرتدين الكبار» الذين اشتهروا حينها تلقى ترحيبًا حارًا من مؤسسة الكنيسة والجامعة. في يوم الأحد 31 مارس عام 1723، في كنيسة القديس مارتن في الحقول، «بناءً على تفويض ورغبة اللورد ويليام، رئيس أساقفة كاتنبري، واللورد جون، أسقف لندن، جرى ترسيمنا كهنة من قِبل الموقر اللورد توماس أسقف نورويتش». مُنح أيضًا شهادة ماجستير شرفية من جامعتي أوكسفورد وكامبريدج؛ كان جونسون أول رجل مولود في أميركا ويتلقى درجة ماجستير شرفية من أكسفورد.